# Лоланд
Лоланд (дан. Lolland) је данско острво у Балтичком мору, уским каналом одвојено од острва Фалстера. Површине је 1.243 км² и по томе је четврто највеће острво земље (не рачунајући Гренланд). Почетком 2010. на острву је живело 65.764 људи. Највећи град је Наксков са 15.500 становника.
Лоланд је веома равно острво. Највиши врх је на 25 метара. 
Доминантна индустрија на острву је узгој и прерада шећерне репе. 
Владе Данске и Немачке планирају да повежу острво Лоланд са немачким острвом Фехмарн подморским тунелом дугим 18 километара. Два старија моста повезују Лоланд са острвом Фалстер.